# Dosseh
Dosseh, pseudonimo di Dosseh Dorian N'Goumou (Orléans, 26 gennaio 1985), è un rapper francese.

## Biografia
Nato ad Orléans, Dosseh ha origini camerunensi e togolesi. Inizia ad appassionarsi alla musica hip hop da bambino, cominciando a scrivere i primi brani fra i 13 ed i 14 anni. Si fa notare grazie a collaborazioni con Booba e Seth Gueko.
Nel 2011 pubblica il suo primo mixtape, Summer Crack, che ha dato il via ad una serie di altri tre volumi. Nel 2013 lancia il suo primo film, Karma, che racconta della sua crescita musicale.
Nel dicembre 2014 pubblica il singolo Le coup du patron che entra a far parte della top ten della hit parade francese. Nel 2015 è la volta del mixtape  Perestroïka, seguito l'anno dopo dall'album in studio di debutto Yuri. Quest'ultimo è stato certificato disco d'oro dalla SNEP e presenta le collaborazioni di Young Thug, Booba e Tory Lanez.
Il 6 luglio 2018 pubblica il secondo album Vidalossa, certificato disco di platino, seguito dal mixatpe Summer Crack 4. Il suo terzo album, dal titolo Trop tôt pour mourir, esce il 30 settembre 2022.

## Discografia

### Album in studio
- 2016 – Yuri
- 2018 – Vidalossa
- 2022 – Trop tôt pour mourir

### Colonne sonore
- 2013 – Karma (bande originale)

### Mixtape
- 2011 – Desperadoss
- 2011 – Summer Crack Mixtape
- 2012 – Summer Crack Volume 2
- 2015 – Perestroïka
- 2015 – Summer Crack Volume 3
- 2019 – Summer Crack Volume 4

### EP
- 2022 – Yuri Negrowski
- 2023 – Cesium (con Dinos)

### Singoli
- 2014 – Le coup du patron (con Gradur e Joke)
- 2017 – PDCV (pas dans cette vie)
- 2018 – Tout est neuf (feat. Sadek)
- 2018 – KFC
- 2018 – Papillon (feat. 13 Block)
- 2018 – VLT (feat. Lacrim)
- 2019 – Superhéro
- 2019 – Habitué (solo o feat. Izi)
- 2019 – Flux
- 2019 – L'odeur fu charbon (feat. Maes)
- 2019 – Spécial (con Lefa)
- 2020 – A45
- 2020 – Place de l'Étoile (feat. Gazo)
- 2020 – Famiglia è grande
- 2021 – Cardio
- 2021 – La vie d'avant
- 2021 – Click clack bang (con Malik Montana)
- 2022 – A.K.A
- 2022 – RS-28
- 2022 – Amsterdam (con Lacrim)
- 2022 – Branché (con Momsii)
- 2023 – Haï
- 2023 – Macabre (feat. Josman)
- 2023 – French riviera (feat. Tayc)
- 2023 – VS - Call of Duty: Modern Warfare III (con Dinos)
- 2023 – Fenikkusu
- 2024 – Yezzir
- 2025 – Pardon et merci